# Hubert Junker
Hubert Junker (* 8. August 1891 in Merlscheid (Eifel) in Rheinland-Pfalz; † 26. April 1971 in Trier) war von 1938 bis 1962 katholischer Professor für alttestamentliche Exegese, biblisch-orientalische Sprachen und von 1952 bis 1960 Rektor der Theologischen Fakultät Trier.

## Leben
Nach seiner Promotion zum Dr. theol. war er von 1927 an Privatdozent. 1931 wurde er außerordentlicher Professor an der Philosophisch-theologischen Hochschule Passau. Nach der „Machtergreifung“ der Nationalsozialisten unterzeichnete er am 11. November 1933 das Bekenntnis der deutschen Professoren zu Adolf Hitler.  Ab 1938 war er Professor am Bischöflichen Priesterseminar Trier und ab 1950 bis zu seiner Emeritierung 1962 Rektor der Theologischen Fakultät.
Am 6. Juli 1954 wurde er zum Päpstlichen Hausprälaten ernannt.

## Werke (Auswahl)
- Untersuchungen über literarische und exegetische Probleme des Buches Daniel. Bonn: P. Hanstein, 1932 OCLC 2978926
- Das Buch Deuteronomium. Heilige Schrift des Alten Testamentes, 2. Bd., 2. Abt., Bonn  Hanstein, 1933 OCLC 364567
- Alttestamentliche Studien. Friedrich Nötscher zum sechzigsten Geburtstage 19. Juli 1950; hg. von Hubert Junker und Gerhard Johannes Botterweck; Bonn: Hanstein, 1950 OCLC 2699870
- Das Buch Job, Würzburg: Echter-Verlag, 1952 OCLC 8735488
- Lex tua veritas, (deutsch: Dein Gesetz ist Wahrheit), Festschrift für Hubert Junker zur Vollendung des siebzigsten Lebensjahres am 8. August 1961, dargeboten von Kollegen, Freunden und Schülern, mit Heinrich Groß und Franz Mussner, Trier, Paulinus-Verlag, 1961 OCLC 2920364